# 何塞·安德烈斯
何塞·拉蒙·安德烈斯·普爾塔（西班牙語：José Ramón Andrés Puerta，西班牙語發音：[xoˈse raˈmon anˈdɾes ˈpweɾta]，1969年7月13日—）是一位居住在美國華盛頓特區的西班牙裔美國廚師和餐廳老闆。他在美國多個城市擁有餐館，並因其烹飪和人道主義工作而獲得了多項獎項（包括多個詹姆斯·比爾德基金會獎及米芝蓮星級）。他是喬治·華盛頓大學教授，也是該校全球食品研究所的創始人。
安德烈斯是世界中央廚房的創始人，該組織是一家致力於在自然災害發生後提供膳食的非營利組織。他是一位在西班牙出生和長大的廚師，經常被譽為將塔帕斯餐飲概念帶到美國的人。他因與世界中央廚房合作，於2016年在白宮頒獎典禮上而被授予2015年國家人文獎章。此外，他還獲得了喬治城大學、喬治·華盛頓大學、哈佛大學、塔夫茨大學的榮譽博士學位。2022年3月，他被任命為美國總統體育、健身和營養委員會聯合主席。

## 早年生活與教育
安德烈斯於1969年7月13日出生在西班牙阿斯圖里亞斯米耶雷斯。
安德烈斯全家在他6歲時搬到了加泰隆尼亞。他15歲時在巴塞隆納的烹飪學校就讀，當他需要在18歲時完成西班牙兵役時，他被指派為一位海軍上將做飯。他在巴塞隆納認識鬥牛犬餐廳主廚費蘭·阿德里亞，並於1988年至1990年在鬥牛犬餐廳工作了三年。1990年12 月，他被阿德里亞解僱並決定移居美國。
安德烈斯與派翠西亞·「蒂奇」·費南德茲·德拉克魯斯結婚，育有三個女兒。他們住在美國馬里蘭州貝塞斯達。他在華盛頓特區認識了他的妻子。她來自西班牙西南部安達盧西亞加的斯。
他於2013年12月成為美國公民。

## 烹飪生涯

### 移民美國
21歲時，安德烈斯帶著50美元（相當於2022年的112美元）身家來到紐約市，在曼哈頓市中心一家受歡迎的西班牙餐廳小黃金城（Eldorado Petit）的海外分店做飯。在紐約期間，他也曾在絎縫長頸鹿餐廳舉辦過服務活動。
1993年，他被Jaleo聘請，那是華盛頓特區一家新開的西班牙塔帕斯餐廳。在隨後的幾年裏，他幫助Jaleo的老闆開設更多的餐廳：Cafe Atlantico、Zaytinya和Oyamel，以及另外兩家Jaleo海外分店。
2003年，安德烈斯在Cafe Atlantico內開設迷你吧，其為只有六個座位的吧台。迷你吧致力於提供最具創意的安德烈斯菜餚，顧客需提前一個月預訂。

### 著名廚師和餐廳老闆
隨著他在美國的餐飲界獲得成功，安德烈斯在他的祖國西班牙也越來越有名，他主持自己的烹飪節目《我們去做飯吧》（Vamos a Cocinar），於2005年首播。他也在2005年出版了他的第一本書《塔帕斯：在美國品嚐西班牙風味》（Tapas: A Taste of Spain in America）。
2006年，他與羅伯特·懷爾德 (Robert Wilder) 合作成立了ThinkFoodGroup，安德烈斯成為其餐廳的共同擁有者。他們一起在邁阿密、洛杉磯、拉斯維加斯和波多黎各開設更多餐廳。

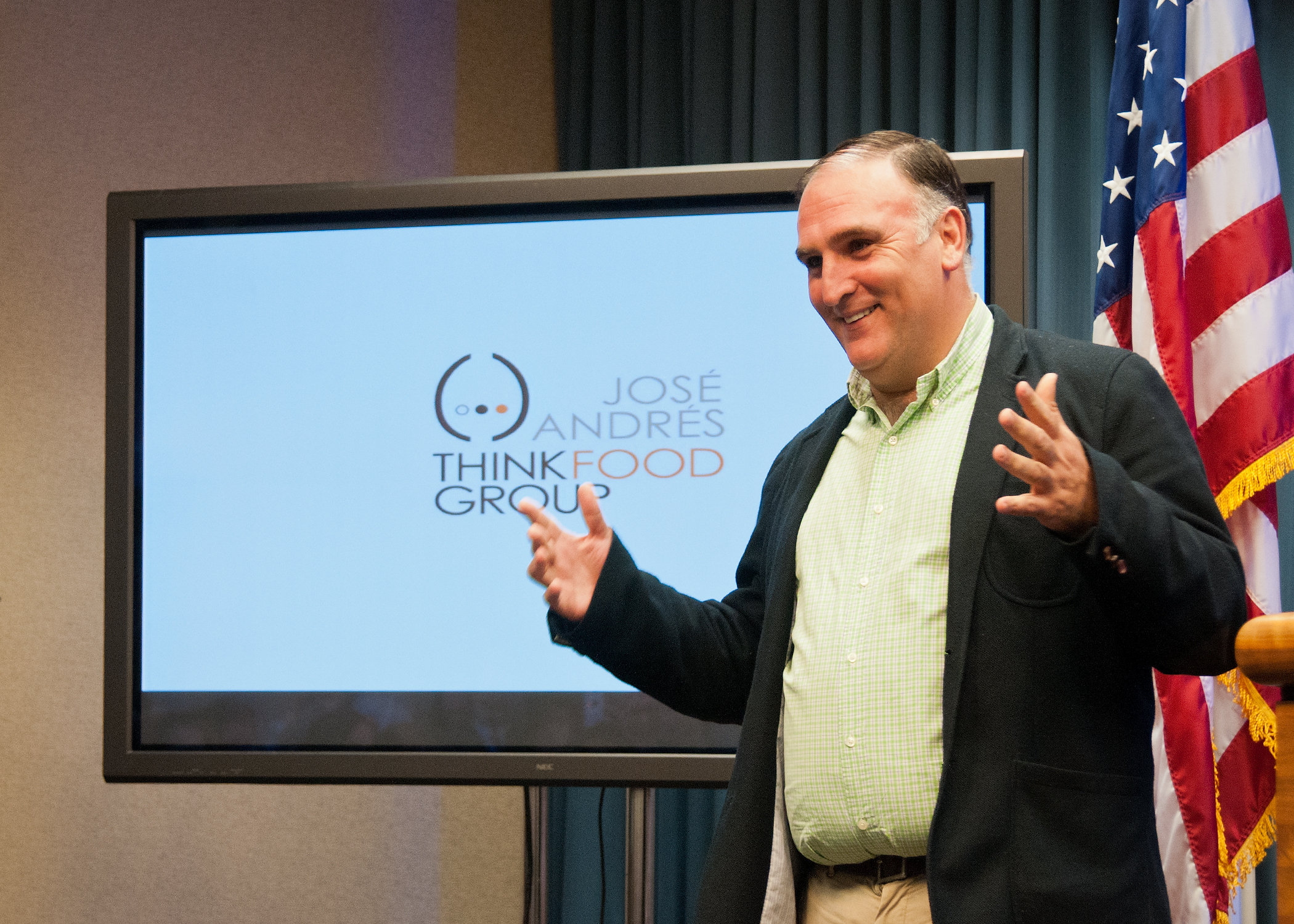
何塞·安德烈斯，2012年拍攝

從2010年秋季開始，安德烈斯在哈佛大學與費蘭·阿德里亞一起教授烹飪物理課程。2012年5月，安德烈斯被任命為國際烹飪中心西班牙菜研究院院長，他和葡萄酒權威科爾曼·安德魯斯在那裏開設傳統和現代西班牙美食課程，該課程於2013年2月首次推出。2012年10月29日，他宣布他將返回教室，並將在喬治·華盛頓大學教授關於食物如何塑造文明的第一門課程。

### 特朗普酒店餐廳與訴訟
安德烈斯計劃於2016年在華盛頓特區的特朗普國際酒店開設一家餐廳。2015年6月，唐納德·特朗普對美國的墨西哥非法移民發表貶低性言論後，安德烈斯退出了與特朗普集團的合同，隨後特朗普集團起訴他。安德烈斯提出反訴，雙方於2017年4月達成和解。安德烈斯仍然是特朗普直言不諱的批評者。

## 世界中央廚房
因應2010年海地地震，安德烈斯成立世界中央廚房，為受災家庭和個人提供健康食品。自成立以來，該非政府組織已在多明尼加共和國、尼加拉瓜、贊比亞、秘魯、古巴、烏干達、柬埔寨以及波蘭貼近烏克蘭邊境處的分發食物。其在美國和波多黎各提供了援助和膳食，並在2019冠狀病毒大流行期間在美國提供幫助。
2022年俄羅斯入侵烏克蘭期間，安德烈斯宣布，他將捐贈亞馬遜公司創始人傑夫·貝索斯授予他勇氣和文明獎的部份獎金（獎金全額一億），以解決烏克蘭的人道主義危機。

## 餐廳

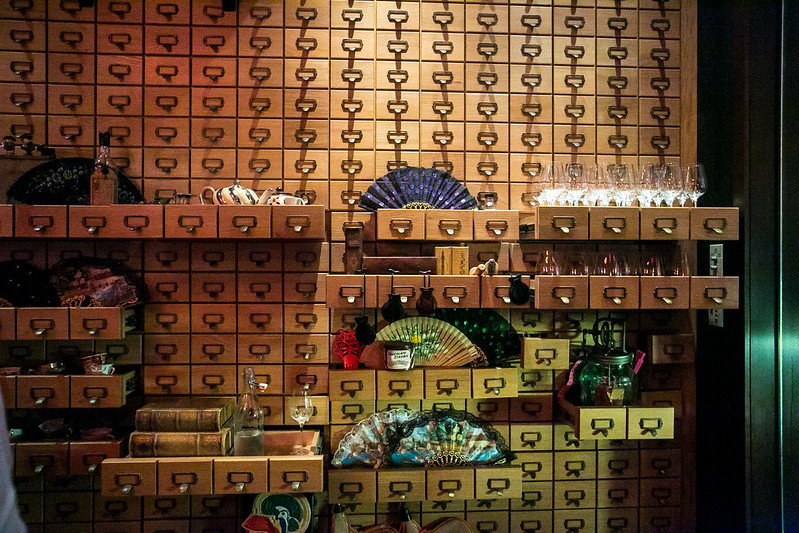
何塞·安德烈斯餐廳「é」內部，2013年拍攝

安德烈斯與合夥人羅布·懷爾德共同擁有多家餐廳。他們的招牌餐廳涵蓋了不同的風格和特色，例如「迷你吧」和「é」這兩家餐廳都是以塔帕斯為主，由幾位廚師為少數食客提供約25道小菜的套餐。另外，「The Bazaar」是以塔帕斯為基礎，並加入了一些分子料理創新的元素的餐廳，而「Bazaar Meat」餐廳是現代高端牛排館，供應進口稀有肉類。The Bazaar在邁阿密海灘、華盛頓特區和紐約市都有分店，而Bazaar Meat則在拉斯維加斯、芝加哥和洛杉磯都有分店。這些餐廳都受到了食客和評論家的好評，其中「迷你吧」更是在2016年獲得了華盛頓特區版《米芝蓮指南》兩星級。
安德烈斯除了擁有多家招牌餐廳外，還有許多其他的餐飲品牌和概念。他的餐廳遍布美國各地，甚至還有一些在海外。他的餐廳風格多元，涵蓋了拉丁美洲、亞洲、地中海、墨西哥等不同的菜系和文化。

## 獎項及榮譽

### 獎項及勳章
- 2003年——詹姆斯·比爾德基金會中大西洋地區最佳廚師[42][43]
- 2010年—— 西班牙藝術與文學勳章[44]
- 2010年——維爾切克烹飪藝術獎[45]
- 2011年——詹姆斯·比爾德基金會傑出廚師[46]
- 2015年—— 美國政府國家人文基金會國家人文獎章[47]
- 2017年——國際烹飪專業協會終身成就獎[48]
- 2018年——詹姆斯比爾德基金會年度人道主義獎[49][50]
- 2019年——茱莉亞·柴爾德美食與烹飪藝術基金會茱莉亞·柴爾德獎[51][52]
- 2021年——阿斯圖里亞斯女親王和平獎[53]。
- 2021年——在藍色起源首次載人飛行後的新聞發佈會上，傑夫·貝索斯授予其第二個勇氣和文明獎（包括分配給安德烈斯選擇的非營利組織的1億美元）[54]
- 2022年—— 烏克蘭二等功績勳章[55]

### 媒體榮譽
- 2004年——《薩維爾》薩維爾100名單[43]
- 2004年——《祝你胃口好》年度廚師[56]
- 2009年——《GQ》年度廚師[57]
- 2012年——《時代雜誌》時代百大人物之一[58]
- 2016年——華盛頓特區《米芝蓮指南》，安德烈斯的「迷你吧」獲得米芝蓮2星級[59]
- 2018年——《時代雜誌》時代百大人物之一[60]

### 榮譽學位
- 2014年5月，安德烈斯獲得喬治·華盛頓大學公共服務榮譽博士學位，並於同年在國家廣場擔任該大學的畢業典禮演講嘉賓[61]。
- 2018年5月，安德烈斯獲得塔夫茨大學公共服務榮譽博士學位，並擔任塔弗里德曼營養科學與政策學院的畢業典禮演講嘉賓[62]。
- 2019年，安德烈斯獲得喬治城大學榮譽學位[63]。
- 2022年5月，安德烈斯獲得哈佛大學榮譽學位[64]。

### 提名
- 2015年，安德烈斯被美國總統巴拉克·歐巴馬任命為公民身份和入籍大使[65]。
- 2018年，安德烈斯因其人道主義工作而被提名諾貝爾和平獎[66]。
- 2022年，安德烈斯被美國總統祖·拜登任命為總統體育、健身和營養委員會聯合主席[67]。

## 作品年表
| 日期          | 標題                            | 類型     | 角色               | 劇集                                   | 註釋 |
| ------------- | ------------------------------- | -------- | ------------------ | -------------------------------------- | --- |
| 2005年—2007年 | 《我們去做飯吧》                | 電視     | 製作人和主持人     |                                        | 《我們去做飯吧》是西班牙電視台的一個美食節目。                                                           |
| 2007年        | 《美國鐵廚》                    | 電視     | 廚師本人           |                                        | 其擊敗巴比·福雷。                                                                                        |
| 2008年        | 《西班牙製造》                  | 電視     |                    |                                        | 公共電視連續劇，共26集。                                                                                 |
| 2008年        | 《波登不設限》                  | 電視     | 廚師本人           | 第5季，第3集                           | 華盛頓特區劇集。                                                                                         |
| 2010年        | 《頂尖主廚大對決》              | 電視     | 客座評審           | 第7季，第8集〈外交事務〉               | [ 72 ]                                                                                                   |
| 2013年        | 《味道》                        | 電視     | 嘉賓評審、導師     |                                        | [ 73 ]                                                                                                   |
| 2013年—2015年 | 《漢尼拔》                      | 電視     | 烹飪顧問           |                                        | [ 74 ]                                                                                                   |
| 2017年        | 《美國大師》                    | 電視     | 廚師本人           | 第31季，第5集〈雅克·貝潘：工藝的藝術〉 | 其討論與主廚雅克·貝潘 (Jacques Pépin)的合作。                                                            |
| 2018年        | 《波登無所知》                  | 電視     | 廚師本人           | 第12季，第2集                          | 攝於西班牙阿斯圖里亞斯                                                                                   |
| 2021年        | 《華夫餅+麻糬》                 | 電視     | 廚師本人           | 第1季，第1集〈番茄〉                   | [ 77 ]                                                                                                   |
| 2021年        | 《湯姆+談話》                   | 數位媒體 | 廚師本人           | 第1季，第9集〈主廚何塞·安德烈斯〉      | |
| 2022年        | 《綠雞蛋和火腿》                | 電視     | 西爾維斯特（配音） | 第2季第2集〈鍋匠裁縫母親間諜〉         | |
| 2022年        | 《我們養活人》                  | 記錄片   | 本人               |                                        | 這部由朗·霍華 (Ron Howard) 執導的紀錄片重點介紹了何塞·安德烈斯創立的非營利組織世界中央廚房及其參與情況。 |
| 2022年至今    | 《火蕾》                        | 電視     | 廚師艾爾（配音）   | 3集                                    | |
| 2022年        | 《何塞·安德烈斯和家人在西班牙》 | 電視     | 本人               |                                        | |

## 另見
- 地中海菜系